# Besano
Besano é uma comuna italiana da região da Lombardia, província de Varese, com cerca de 2.350 habitantes. Estende-se por uma área de 3 km², tendo uma densidade populacional de 783 hab/km². Faz fronteira com Bisuschio, Cuasso al Monte, Porto Ceresio, Viggiù.

## Demografia
| Variação demográfica do município entre 1861 e 2011                               |
|                                                                                   |
| Fonte: Istituto Nazionale di Statistica (ISTAT) - Elaboração gráfica da Wikipedia |